# Louis Wieting (Kapitän, 1850)
Louis Wieting (* 7. August 1850 in Rönnebeck; † 5. Juni 1915) war ein deutscher Kapitän und Pionier der Schifffahrt in Sibirien.

## Biografie

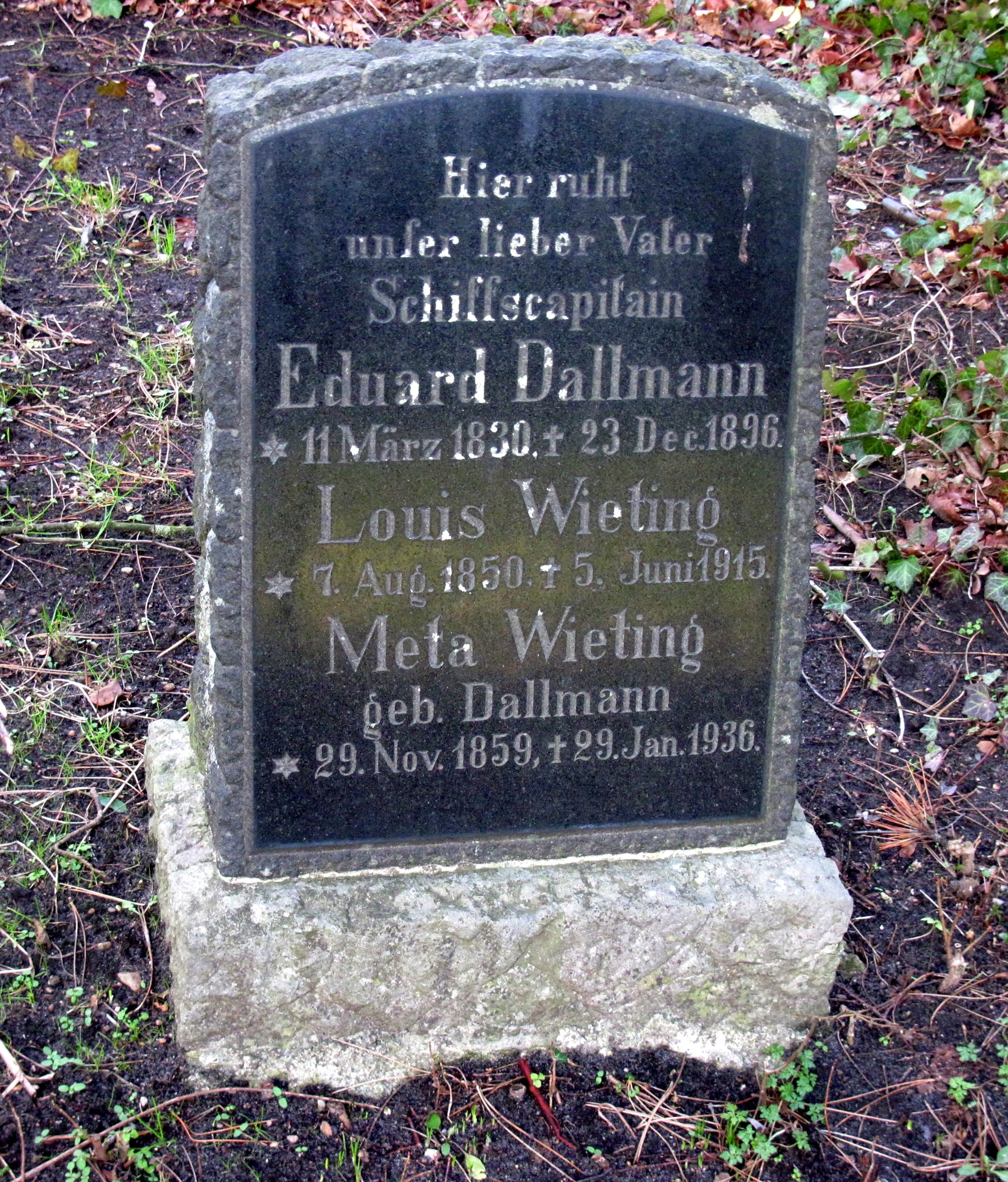
Grabstein auf dem Friedhof der Ev.-ref. Kirchengemeinde in Bremen-Blumenthal

Wieting war ein Sohn des Kapitäns Louis Wieting (1819–1883). Seine Ehefrau war Margarethe Wieting, geb. Dallmann (1859–1936), Tochter von Kapitän und Polarforscher Eduard Dallmann.
Wieting sammelte zwischen 1865 und 1868 auf den Segelschiffen Adler und Gauss seine ersten seemännischen Erfahrungen. Wie zuvor sein Onkel, der Auswandererkapitän Heinrich Wieting, segelte er zwischen Bremen und Nordamerika. Im Anschluss machte er ein freiwilliges einjähriges seemännisches Examen.
1872/73 diente er als Freiwilliger in der Kaiserlichen Deutschen Marine.
Der Industrielle Ludwig Knoop betraute den Kapitän Eduard Dallmann mit der seemännischen Durchführung des Vorhabens einer Handelsverbindung zwischen Bremen und Sibirien. Wieting war zunächst Steuermann unter der Weisung seines späteren Schwiegervaters Eduard Dallmann. 1878–1884 war er alleinverantwortlicher Schiffsführer der Dampfer Moskwa und Dallmann im nördlichen Eismeer und auf dem Jenissej. In den Folgejahren fuhr Wieting als Kapitän und 1. Offizier für die Dampfschifffahrts-Gesellschaft „Neptun“ und Deutsche Dampfschifffahrts-Gesellschaft „Hansa“.